# ميندي فراي
ميندي فراي (بالإنجليزية: Mendy Fry)‏ هي سائقة سباق أمريكية، ولدت في 24 مايو 1969 في سانتا روسا في الولايات المتحدة.